# Oplerclanis rhadamistus
Oplerclanis rhadamistus es una polilla de la familia Sphingidae que se localiza en los bosques bajos y espesos de Senegal, Angola, Congo y Uganda occidental.
La longitud de las alas anteriores de los machos es de 27-30 mm.

## Sinonimia
- Sphinx rhadamistus Fabricius, 1781
- Pseudoclanis rhadamistus
- Pseudoclanis rhadamistus hyrax Pierre, 1992
- Pseudoclanis rhadamistus malaboensis Darge, 2006